# Cayo Northern
El Cayo Northern o Cayo Norte (en inglés: Northern Caye) es una pequeña isla a 50 millas de la costa del país centroamericano de Belice. El ex centro arrecife Lighthouse (cerrado en 2005) atendía a los amantes del buceo. El cayo es conocida por sus cocodrilos de agua salada y garzas blancas.
Se localiza al sur de Sandbore Caye donde se encuentra el Faro de Sandbore Caye (Sandbore Caye Lighthouse), al este se encuentra la Reserva Marina del Cayo Sandbore (Sandbore Marine Reserve) y más hacia el sur el Monumento natural "Blue Hole".